# روبرت فلانغن
روبرت فلانغن (بالإنجليزية: Robert Flanagan)‏ هو سياسي أمريكي، ولد في 1 نوفمبر 1945 في برلينغتون في الولايات المتحدة. حزبياً، نشط في الحزب الجمهوري. وقد انتخب عضو مجلس النواب لولاية ماريلند.